# Administration de Lyon

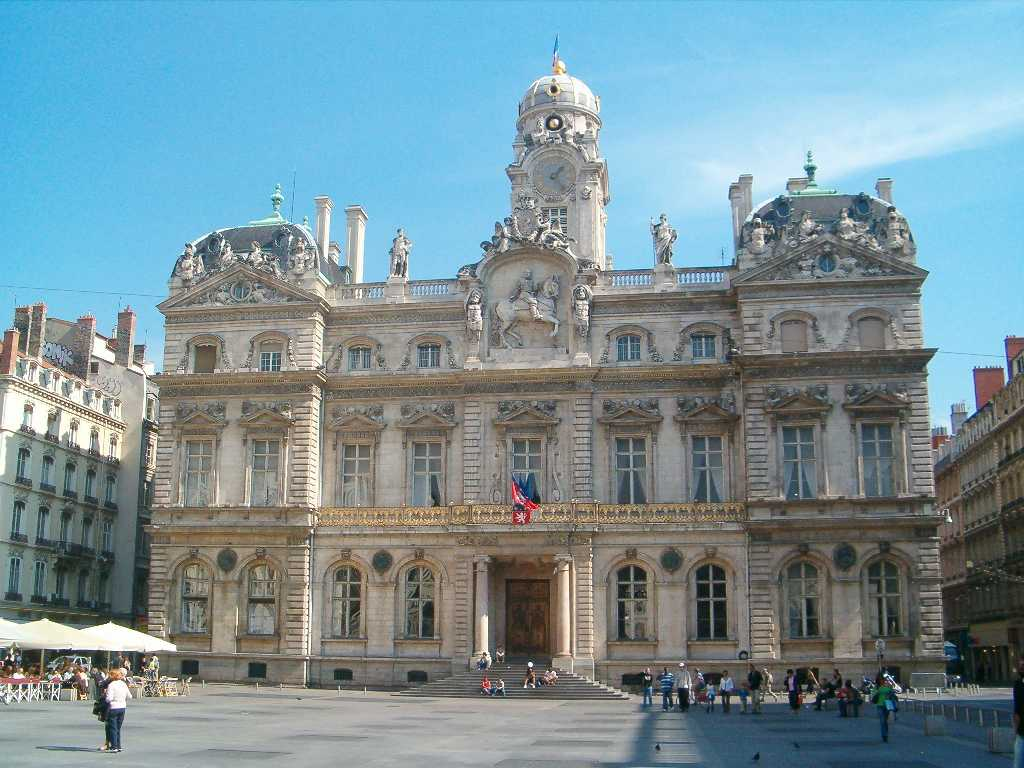
Hôtel de ville de Lyon

Cet article concerne l'administration de Lyon, la troisième commune française.

## Administration

Logo de la ville

La ville de Lyon est administrée par un maire et un conseil municipal dont les membres sont élus au suffrage universel (suffrage direct) pour six ans.
Le conseil municipal élit le maire, qui est chargé de préparer et d'appliquer les décisions du conseil et qui dispose d'importantes compétences propres. Le maire est assisté d'un ou de plusieurs adjoints, qui peuvent recevoir certaines délégations.
De plus, la ville de Lyon est divisée en neuf arrondissements municipaux, créés à partir de 1852. Un arrondissement est une subdivision territoriale des principales communes françaises possédant une population importante. Depuis la loi PLM de 1982, l'organisation municipale de Paris, Lyon et Marseille est comparable. Des trois villes concernées, Lyon est la commune disposant du plus petit nombre d'arrondissements (un total de 9), tandis que Paris en contient 20 et Marseille 16. Cette différence est principalement due à la petite superficie de Lyon (47,87 km² contre 240,62 km² pour Marseille et 105,40 km² pour Paris).
Dans chacun des neuf arrondissements de la ville siège un conseil d'arrondissement, avec à sa tête le maire d'arrondissement. Chaque conseil d'arrondissement est élu au suffrage universel direct, en même temps que le conseil municipal. Les mairies d'arrondissement sont des structures élues à l'échelon local. Elles ne sont pas des mairies de plein exercice, et ne lèvent notamment pas d'impôts, mais répartissent les crédits qui leur sont délégués par la mairie centrale.
Le conseil municipal de Lyon se compose de 73 membres et se réunit 10 fois par an. Il est présidé par le maire de la ville.

### Liste des maires successifs

#### XVIIIesiècle
| Période       | Période        | Identité    | Étiquette | Qualité                       |
| ------------- | -------------- | ----------- | --------- | ----------------------------- |
| décembre 1790 | septembre 1792 | Louis Vitet | Gironde   | élu à la Convention nationale |

#### XXesiècle
| Période          | Période          | Identité              | Étiquette | Qualité                                                             |
| ---------------- | ---------------- | --------------------- | --------- | ------------------------------------------------------------------- |
| avril 1881       | mai 1900         | Antoine Gailleton     |           | Médecin                                                             |
| mai 1900         | octobre 1905     | Jean-Victor Augagneur | PRS       | Médecin, démissionnaire                                             |
| novembre 1905    | septembre 1940   | Édouard Herriot       | RAD       | Révoqué par le gouvernement de Vichy                                |
| septembre 1940   | juin 1941        | Georges Cohendy       |           | Premier adjoint, président de la délégation spéciale                |
| juin 1941        | décembre 1942    | Georges Villiers      |           | Industriel, nommé par le gouvernement de Vichy puis révoqué par lui |
| janvier 1943     | septembre 1944   | Pierre Bertrand       |           | Médecin, nommé par le gouvernement de Vichy                         |
| septembre 1944   | 18 mai 1945      | Justin Godart         | RAD       | Avocat, ancien ministre et parlementaire. Maire provisoire.         |
| 18 mai 1945      | 26 mars 1957     | Édouard Herriot       | RAD (RGR) | décédé en fonction                                                  |
| 14 avril 1957    | 27 novembre 1976 | Louis Pradel          | SE (DVD)  | décédé en fonction                                                  |
| 27 novembre 1976 | 5 décembre 1976  | Armand Tapernoux      |           | adjoint, intérimaire                                                |
| 5 décembre 1976  | 24 mars 1989     | Francisque Collomb    | app. UDF  |                                                                     |
| 24 mars 1989     | 25 juin 1995     | Michel Noir           | RPR       |                                                                     |
| 25 juin 1995     | 25 mars 2001     | Raymond Barre         | app. UDF  |                                                                     |

## Évolution du mode de scrutin
De 1884 à 1945, on vote à Lyon par arrondissement. Les élus de chaque arrondissement forment le conseil municipal, qui élit le maire et les adjoints. Le décompte des voix se fait par candidat. Deux adjoints pour chaque arrondissement sont élus pour les fonctions d'état civil.
De 1947 à 1959, la ville de Lyon forme une circonscription unique. Le vote a lieu à la proportionnelle.
De 1964 à 1977, le vote par arrondissement est rétabli, mais le décompte des voix se fait par liste entière.
Depuis 1983, la loi PLM harmonise les modes de scrutin à Paris, Lyon et Marseille. Les élections ont lieu par secteur, pour élire des conseillers d'arrondissement, dont ceux élus dans le premier tiers sont également conseillers municipaux. A Lyon, chaque secteur correspond à un arrondissement.

## Arrondissements et quartiers

### Arrondissements

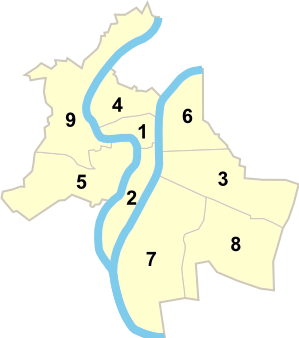
Carte de la ville de Lyon et de ses 9 arrondissements

La ville de Lyon est divisée en 9 arrondissements. Ils ont été créés à partir de 1852. L'organisation municipale est comparable à celle de Paris (Marseille fonctionne en secteurs regroupant deux arrondissements) : lors des élections municipales, chaque arrondissement élit ses propres conseillers (221 au total). Parmi eux, 73 forment le Conseil municipal.
| Arrondissement               | 1er | 2e | 3e | 4e | 5e | 6e | 7e | 8e | 9e | Total |
| ---------------------------- | --- | -- | -- | -- | -- | -- | -- | -- | -- | ----- |
| Conseillers d'arrondissement | 10  | 10 | 24 | 10 | 16 | 18 | 18 | 24 | 18 | 148   |
| Conseillers municipaux       | 4   | 5  | 12 | 5  | 8  | 9  | 9  | 12 | 9  | 73    |
| Nombre total d'élus          | 14  | 15 | 36 | 15 | 24 | 27 | 27 | 36 | 27 | 221   |

Composition du Conseil Municipal en 2020

Par ailleurs, chaque arrondissement est dirigé par un maire d'arrondissement, élu au sein du conseil d'arrondissement. Depuis les élections municipales de juin 2020, les maires d'arrondissement sont les suivants : 
- 1er arrondissement : Yasmine Bouagga (Liste Ensemble, l'écologie pour Lyon)
- 2e arrondissement : Pierre Olivier (Liste Lyon, la force du rassemblement)
- 3e arrondissement : Véronique Dubois Bertrand (Liste Ensemble, l'écologie pour Lyon), démissionnaire en juin 2024 et remplacée par Marion Sessiecq
- 4e arrondissement : Rémi Zinck (Liste Ensemble, l'écologie pour Lyon)
- 5e arrondissement : Nadine Georgel (Liste Ensemble, l'écologie pour Lyon)
- 6e arrondissement : Pascal Blache (Liste Lyon, la force du rassemblement)
- 7e arrondissement : Fanny Dubot (Liste Ensemble, l'écologie pour Lyon)
- 8e arrondissement : Olivier Berzane (Liste Ensemble, l'écologie pour Lyon)
- 9e arrondissement : Anne Braibant (Liste Ensemble, l'écologie pour Lyon)

### Quartiers
- 1er arrondissement : Les Pentes de la Croix-Rousse, Les Terreaux, Les Chartreux.
- 2e arrondissement : Les Cordeliers, Bellecour, Ainay, Perrache, Sainte-Blandine et La Confluence.
- 3e arrondissement : Préfecture, La Part-Dieu, La Villette, Montchat, Dauphiné, La Guillotière-Nord.
- 4e arrondissement : Le plateau de la Croix-Rousse, Serin - Saint-Charles.
- 5e arrondissement : Vieux Lyon, Saint-Just, Saint-Jean, Fourvière, Le Point-du-Jour, Ménival, Champvert-Sud, Saint-Irénée.
- 6e arrondissement : Les Brotteaux, Bellecombe, La Tête d'or, Masséna.
- 7e arrondissement : La Guillotière-Sud, La Mouche, Jean-Macé, Gerland.
- 8e arrondissement : Monplaisir, Le Bachut, Mermoz, Les États-Unis, Le Grand Trou, Le Moulin à Vent, Laënnec.
- 9e arrondissement : Vaise, Industrie, Champvert-Nord, Gorge de Loup, La Duchère, Rochecardon, Saint-Rambert-l'Île-Barbe.

### Anciennes communes
- En 1852, trois « faubourgs de Lyon » et un village ont été annexés à la ville de Lyon :
  - Le plateau de La Croix-Rousse, partie sud de l'ancienne commune de Cuire-la-Croix-Rousse (actuel 4e arrondissement).
  - La Guillotière, s'étendant sur les actuels 3e, 6e, et 7e arrondissements.
  - Vaise (partie sud de l'actuel 9e arrondissement)
  - Le village de Monplaisir (partie ouest de l'actuel 8e arrondissement).
- En 1963 :
  - Saint-Rambert-l'Île-Barbe (partie nord du 9e arrondissement).

## Le «Grand Lyon»
La ville de Lyon est regroupée avec 59 autres communes de son agglomération au sein d'une métropole, le « Grand Lyon », remplaçant la communauté urbaine de Lyon qui existait depuis 1969.
Avec ses 1 310 082 habitants, le Grand Lyon était en 2011 le groupement intercommunal le plus peuplé de France.
La loi du 27 janvier 2014, qui s'inscrit dans le cadre de l'Acte III de la décentralisation, crée la métropole de Lyon. À la différence des autres métropoles, ce n'est pas un établissement public de coopération intercommunale mais une collectivité territoriale à part entière, reprenant les compétences du Grand Lyon et du conseil général du Rhône sur son territoire. Elle est entrée en vigueur le 1er janvier 2015.

## Anciens cantons
Depuis la création de la métropole de Lyon, la ville n'est plus découpée en cantons, le conseil départemental du Rhône n'ayant plus autorité sur ce territoire. Les élections départementales de mars 2015 n'y ont ainsi pas lieu.
Jusqu'à cette date, Lyon représentait 14 des 54 sièges du conseil général du Rhône depuis le redécoupage cantonal de février 2000.
- le canton de Lyon-I formé du 2e arrondissement
- le canton de Lyon-II formé du 1er arrondissement
- le canton de Lyon-III formé du 4e arrondissement
- le canton de Lyon-IV formé du 9e arrondissement
- le canton de Lyon-V formé du 5e arrondissement
- le canton de Lyon-VI formé d'une partie du 6e arrondissement
- le canton de Lyon-VII formé d'une partie du 6e arrondissement
- le canton de Lyon-VIII formé d'une partie du 3e arrondissement
- le canton de Lyon-IX formé d'une partie du 7e arrondissement
- le canton de Lyon-X formé d'une partie du 7e arrondissement
- le canton de Lyon-XI formé d'une partie du 3e arrondissement
- le canton de Lyon-XII formé d'une partie du 8e arrondissement
- le canton de Lyon-XIII formé d'une partie du 3e arrondissement
- le canton de Lyon-XIV formé d'une partie du 8e arrondissement